# پلی‌یاگودا
پلی‌یاگودا (به لاتین: Peliyagoda) یک عوارض جغرافیایی در سری‌لانکا است که در استان غربی، سری‌لانکا واقع شده‌است.